# Marika Engwall
Marika Engwall (i folkbokföringen Engvall), född 15 maj 1918 i Göteborgs Vasa församling i Göteborgs och Bohus län, död 19 november 1984 i Västra Karups församling i Kristianstads län, var en svensk konstnär.
Engwall studerade konst för Otte Sköld, Lena Börjeson och vid Signe Barths målarskola i Stockholm samt under vistelser i Paris. Hon debuterade med en utställning i Stockholm 1969 och medverkade därefter i ett flertal separat och samlingsutställningar. Hennes konst består av akvareller samt blyerts och tuschteckningar. Tillsammans med Beate Sydhoff gav hon 1972 ut boken Marika Engwall, teckningar 1967–1972.